# Karnataka (band)
Karnataka is een progressieve rockband. De band werd in 1997 opgericht in Wales. De muziek van Karnataka is een synthese van traditionele Keltische muziek en progressieve rock. Al de jaren van haar bestaan is de band gekenmerkt door veel veranderingen in de bezetting. In 2004 en 2010 moest een groot deel van de band worden vervangen. Vanaf 2011 kende Karnataka een periode een solide basis, die eindigde in 2020.    

## Geschiedenis
De band werd in 1997 opgericht door  gitarist Ian Jones, zangeres  Rachel Jones en toetsenist Jonathan Edwards. Het drietal had al eerder met elkaar samengewerkt in verschillende lokale bands in de regio rondom Swansea. In een later stadium werden gitarist Paul Davies en drummer Gavin Griffiths toegevoegd. Dit vijftal bracht in  1998 hun titelloze debuutalbum uit, in 2000 gevolgd door ‘The Storm’. Dit laatstgenoemde album werd lauw ontvangen, maar het derde album ‘Delicate Flame of Desire’ uit 2003 oogstte lovende kritieken. 
De verrassing was dan ook groot toen de band in 2004 aankondigde wegens persoonlijke redenen te stoppen. De leden van de band gingen elk hun eigen weg. Zangeres Rachel Jones werkte onder meer mee aan een album van Mostly Autumn. Jonathan Edwards vormde samen met Gavin Griffiths, Paul Davies en Anne-Marie Helder, die ook in Karnataka meezong, de band Panic Room.
In 2006 werd zangeres Lisa Fury toegevoegd aan de band en toerde de band met oud en nieuw geschreven materiaal door Engeland. In de tussentijd was de band in de studio wat in de lente van 2010 resulteerde in het album The gathering light.
In 2019 bracht Ian Jones samen met producer Steve Evans een album uit onder Chasing the Monsoon: No ordinary world. In 2021 bracht Ian Jones samen met Agnieszka Swita een album uit onder de noemer Illuminae: Dark horizons.

## Huidige Samenstelling
- Ian Jones - bas- en akoestische gitaar / toetsen
- Sertari - zang

### Ex-leden
- Hayley Griffiths - zang
- Enrico Pinna - gitaar
- Jimmy Pallagrosi – drums
- Cagri Tozluoglu - toetsen

## Discografie

### Albums
- Karnataka (1998)
- The storm (2000)
- Delicate flame of desire (2003)
- Strange behaviour (2004), livealbum
- The gathering light (2010)
- New light (2012), livealbum
- Secrets of angels (2015)
- Requiem for a dream (2023)

Alle albums werden uitgegeven op het eigen label Immrama Records.

### Video
- In concert (2002), dvd
- Live in the USA (2003), dvd
- New light (2012), dvd